# Lorbeertaube
Die Lorbeertaube (Columba junoniae) ist eine nur auf den Kanaren vorkommende Vogelart aus der Familie der Tauben (Columbidae). Der Bestand beläuft sich auf 2.000 bis 5.000 geschlechtsreife Tauben. Die Bestandssituation wird mit potentiell gefährdet (near threatened) eingestuft. Sie wird im Anhang I der Vogelschutzrichtlinie der EU als eine der europäischen Vogelarten aufgeführt, für deren Schutz besondere Maßnahmen ergriffen werden müssen.
Die Art ist ein Natursymbol der Insel La Gomera.

## Beschreibung
Die Lorbeertaube erreicht eine Körperlänge von bis zu 38 Zentimeter und entspricht damit der Größe einer Ringeltaube. Der Geschlechtsdimorphismus ist nur geringfügig ausgeprägt.
Beim Männchen sind der Kopf, der Hals und der obere Mantel dunkelgrau. Der Nacken und der hintere Hals schimmern grünlich. Der Rücken sowie die kurzen und gerundeten Flügel sind dunkelgrau vermischt mit Braun. Brust und Bauch sind weinrötlich, der Bürzel ist dunkel-blaugrau, die Oberschwanzdecken sind hell-blaugrau. Die äußeren Schwanzfedern sind dunkel-blaugrau, die zentralen Schwanzfedern sind dagegen von einem helleren Grau. Auf den Schwanzfedern verläuft ein helles Endband, das allerdings nicht scharf abgegrenzt ist. Der Schnabel ist von einem hellen Rosa, die Iris ist orange, die Beine und Füße sind rot.
Beim Weibchen sind die weinrötlichen Partien des Gefieders etwas matter. Jungvögel sind grundsätzlich bräunlicher als die adulten Vögel. Ihnen fehlen außerdem die irisierenden Federpartien am Nacken und am hinteren Hals. Der Kopf und die Körperunterseite sind graubraun. Die Flügeldecken sind matt braun. Der Rücken und der Bürzel sind bräunlicher als bei den adulten Vögeln, während die Schwanzfedern denen der adulten gleichen. Lediglich bei gerade flügge gewordenen Jungvögeln sind die Steuerfedern noch etwas kürzer.

## Verwechselungsmöglichkeiten
Die Lorbeertaube weist Ähnlichkeit mit der im Verbreitungsgebiet vorkommenden Bolles Lorbeertaube auf, diese hat jedoch ein deutlich blaugraueres Gefieder als die Lorbeertaube.

## Verbreitung und Lebensraum
Das Verbreitungsgebiet der Lorbeertaube ist auf die westlichen Kanarischen Inseln und Gran Canaria beschränkt. Sie brütet auf den Inseln La Palma, Teneriffa und Gomera und wurde auf der Insel El Hierro beobachtet. Brütende Lorbeertauben sind dort allerdings noch nicht beobachtet worden. Dank des Ansiedlungsprogramms der EU und der Regierung von Gran Canaria leben derzeit rund 386 Exemplare (auch Brutpaare) auf Gran Canaria, allein im Jahr 2017 wurden 65 neue Tauben in freier Wildbahn geboren.
La Palma gilt als der Verbreitungsschwerpunkt dieser Tauben, sie kommt hier vor allem im Norden vor. Auf Gomera ist die Lorbeertaube ebenfalls vergleichsweise häufig anzutreffen. Lorbeertauben bevorzugen steiles, bewaldetes Gelände und leben in verschiedenen Waldtypen. Sie kommen jedoch besonders häufig in dem für die Kanaren typischen Lorbeerwald vor. Die vorherrschenden Pflanzen dieser subtropischen Feuchtwälder sind Azoren-Lorbeer und Stinkender Lorbeer. Auf Teneriffa finden sich diese zwischen 600 und 1500 Höhenmetern und sind mit schütter bewaldeten Felsabhängen durchzogen. Die Lorbeertaube hält sich überwiegend in diesen Wäldern auf und ist weniger häufig zu beobachten als die weniger scheue Bolles Lorbeertaube. Sie auf angrenzenden landwirtschaftlichen Flächen und in Kiefernwäldern nur dann zu beobachten, wenn das Nahrungsangebot knapp wird.

## Lebensweise
Die Lorbeertaube frisst überwiegend die Beeren von Azoren-Lorbeer und Stinkenden Lorbeer, den beiden dominierenden Baumarten ihres Lebensraumes. Findet sie in den Lorbeerwäldern kein ausreichendes Nahrungsangebot mehr, wechselt sie auch auf angrenzende Agrarflächen. Sie frisst dort Kirschen, Weizen und Hafer.
Die Brutzeit fällt in den Zeitraum April bis Juni, allerdings wurden auf La Gomera balzende Lorbeertauben auch im August beobachtet. Gibbs, Barnes und Cox halten es deswegen für möglich, dass ein ausreichendes Nahrungsangebot der entscheidende Auslöser für die Brutstimmung ist.
Lorbeertauben sind Bodenbrüter und nisten vor allem auf Felsbändern, unter Baumwurzeln oder umgestürzten Bäumen. Gelegentlich nutzen sie auch abgestorbene Bäume als Nistgelegenheit, die Nester befinden sich aber unabhängig vom genutzten Neststandort immer an schütter bewaldeten Felsabhängen. Die Lorbeertaube legt nur ein einzelnes creme-weißes Ei. Das Küken schlüpft nach 18 bis 19 Tagen. Über die Dauer der Nestlingszeit ist nichts bekannt.

## Lorbeertaube und Mensch

### Bejagung und Auswirkung der Entwaldung der Kanaren
Das Fleisch der Lorbeertaube gilt als wohlschmeckend und die Lorbeertaube ist auf den Kanaren ein traditionelles Federwild. Die Bejagung findet, obwohl die Lorbeertaube eine geschützte Art ist und die Jagd auf sie seit 1973 entsprechend verboten ist, immer noch statt.
Größten Einfluss auf den Bestand der Lorbeertaube hat jedoch der großflächige Rückgang der für die Kanaren typischen Lorbeerwälder. Auch die Fragmentierung der verbliebenen Waldbestände wirkt sich für diese Art nachteilig aus. Eine zunehmende Beweidung mindert außerdem die Qualität ihres Lebensraumes. Durch Waldbrände kommt es regelmäßig zu Verlusten an geeigneten Waldflächen. Ratten erbeuten die Eier und Küken der auf dem Boden brütenden Lorbeertauben. Verwilderte Hauskatzen sind insbesondere auf Teneriffa ein weiteres Problem, das zum Bestandsrückgang beiträgt.

### Etymologie und Forschungsgeschichte
Ernst Johann Otto Hartert beschrieb die Art unter dem heutigen Namen Columba junoniae. Das Typusexemplar wurde bei La Galga in der Gemeinde Puntallana gesammelt und stammte aus der Sammlung von Henry Baker Tristram. »Columba« ist das lateinische Wort für »Taube«. Das Artepitheton »junoniae« leitet sich von ihrem Habitat »Junonia Mayor« bzw. »Junonia Menor« ab, die alte Namen von La Palma bzw. Gomera, ab.

### Haltung
Die Lorbeertaube wurde 1888 erstmals nach England importiert, dort erfolgte 1889 auch die Erstzucht. Sie wird jedoch insgesamt nur selten in menschlicher Obhut gepflegt.